# Кеті Венсан
Кеті Венсан (фр. Katie Vincent; нар. 12 березня 1996) — канадська спортсменка, веслувальниця-каноїстка, олімпійська чемпіонка Олімпійських ігор 2024 року, бронзова призерка Олімпійських Олімпійських ігор 2020 та 2024 років, багаторазова чемпіонка світу.

## Виступи на Олімпіадах
| Олімпіада  | Дисципліна                 | Місце |
| ---------- | -------------------------- | ----- |
| Токіо 2020 | каное-одиночки, 200 метрів | 8     |
| Токіо 2020 | каное-двійки, 500 метрів   | 3     |
| Париж 2024 | каное-одиночки, 200 метрів | 1     |
| Париж 2024 | каное-двійки, 500 метрів   | 3     |